# ソノルミネッセンス
ソノルミネッセンス (sonoluminescence, SL) は、液体中の気泡が超音波によって圧壊したときに起こる発光である。発光機構については見解が統一されておらず、未解明な部分が多い現象である。

## 概要
液体に超音波を照射すると、キャビテーション現象によって無数の気泡が発生する。気泡は超音波が負圧になったときは膨張し、正圧になったときは収縮する(バブルパルス)。特に、超音波の共振径付近のサイズの気泡は音速に近い速度で急激に収縮するため、断熱圧縮の効果によって瞬間的に数千度以上の高温状態となる。
このとき気泡の内部では、高温によって熱励起された原子・分子による発光や、ラジカルによる化学発光が生じる。また、強く圧縮された気泡からは電離した気体からのプラズマ発光も生じるといわれている。
気泡内の高温場で生成した分子は液体中に溶け出し、様々なソノケミカル反応を起こす（水中では特にOHの反応がさかんに起こる）。このときに起こる化学発光もソノルミネッセンスの一部である。

## 特徴
- 長さが数十から数百ピコ秒のパルス発光である。
- 微弱な発光なので暗室の中でしか確認できない。ただし、液体にルミノールなどの発光（ケミルミネセンス）物質を添加すると比較的強い発光が起こる。
- シングルバブルソノルミネッセンス (SBSL) では、超音波に同期して時計のような正確な周期で発光が起こる。
- 希ガスが溶けている液体中では強い発光が起こる。キセノン>アルゴン>ヘリウムというように、重たい希ガスほど発光が強い。

## マルチバブルソノルミネッセンス
ガスを多く含んだ液体中に超音波を照射すると、多数の気泡から発光が起こる。これをマルチバブルソノルミネッセンス (multi bubble sonoluminescence, MBSL) という。多数の気泡が同時に振動すると、気泡どうしの相互作用によって気泡形状が歪んだり、気泡振動が乱れたりする。これらの効果は多くの場合気泡の圧壊を妨げる働きをするため、MBSLは下記のSBSLに比べると低温な発光である。MBSLを分光すると、黒体輻射に似た広い連続スペクトルと、原子・分子を由来とするバンドスペクトルや線スペクトルが観測される。

## シングルバブルソノルミネッセンス
よく脱気した液体中に超音波を照射して定在波をつくり、ここに注射器などを使って気泡を一つだけトラップする。このとき起こる発光をシングルバブルソノルミネッセンス (single bubble sonoluminescence, SBSL) という。SBSLの気泡は球形を保ったまま強く圧壊するので、非常に高温状態になる。SBSLを分光すると、黒体輻射に似た広い連続スペクトルのみが観測され、原子・分子を由来とする構造を持ったスペクトルは観測されない。